# Martin Bouquet
Dom Martin Bouquet (* 6. August 1685 in Amiens; † 6. April 1754 in Paris) war ein französischer Kleriker und Historiker. Sein Hauptwerk Rerum gallicarum et francicarum Scriptores (Recueil des Historiens des Gaules et de la France) ist eine Sammlung von Werken gallischer und westfrankischer Geschichtsschreiber bis zum Jahr 987.

## Leben
1706 legte Bouquet im Benediktinerkloster Saint-Faron in Meaux sein Ordensgelübde ab. Kurz nach der Priesterweihe wurde er als Bibliothekar in das Kloster Saint-Germain-des-Prés in Paris geschickt, dessen Sammlung zu der Zeit 60000 Bücher und 8000 Handschriften umfasste. Mit seinen Kenntnissen der griechischen Sprache unterstützte er Bernard de Montfaucon bei der Herausgabe der Werke des Johannes Chrysostomos. Er selbst erarbeitete eine Neuausgabe des jüdischen Geschichtsschreibers Flavius Josephus und war damit bereits weit gediehen, als er erfuhr, dass der Niederländer Siwart Haverkamp das gleiche Ziel verfolgte. Bouquet überließ daraufhin Haverkamp sein Material, das dieser in seine Ausgabe einfügte.
Bouquets Hauptleistung besteht in der Herausgabe der Sammlung Rerum gallicarum et francicarum Scriptores. 1729 hatte er die beiden ersten Bände fertiggestellt, als er und einige weitere Mönche aus Saint-Germain ins Kloster Saint-Jean in Laon verbannt wurden, nachdem sie sich geweigert hatten, sich der Bulle Unigenitus Dei filius Papst Clemens’ XI. zu unterwerfen. 1735 konnte er zurückkehren, erst nach Argenteuil, dann ins Kloster der Blancs-Manteaux an Notre-Dame-des-Blancs-Manteaux im Pariser 4. Arrondissement, von wo aus er den Fortgang seines Projektes besser überwachen konnte. Zwischen 1738 und 1752 brachte er die ersten acht Bände des mittlerweile auf 24 Bände angewachsenen Werkes heraus.